# Georg Piscator
Georg Piscator (Oudenaarde - Rome, 1725) was een Vlaams kunstenaar.
Kunstwerken van hem hangen in kerken en in privécollecties.

## Eerbetoon
- Een gedenksteen is aanwezig in de Santa Maria dell'Anima te Rome